# Романова, Мария Кирилловна
Княжна Императорской крови Мария Кирилловна (20 января (2 февраля) 1907, Кобург, Саксония — 27 октября 1951, Мадрид, Испания) — старшая дочь великого князя Кирилла Владимировича и великой княгини Виктории Фёдоровны (урождённой принцессы Саксен-Кобург-Готской и Великобританской). Родилась 21 января (2 февраля) 1907 года и именным указом императора Николая II от 15 июля 1907 года была причислена к Российскому Императорскому Дому. В 1924 году княжна императорской крови Мария Кирилловна получила от своего отца, принявшего титул Императора Всероссийского Кирилла I, титул великой княжны Российской, правомерность чего оспаривается противниками Кирилловской ветви.
В 1930-х годах в Нови-Саде под покровительством королевы Марии действовало Русско-сербское благотворительное общество Великой княжны Марии Кирилловны, оказывавшее помощь нуждающимся русским беженцам.

## Семья
25 ноября 1925 года в Кобурге Мария Кирилловна вступила в брак со своим четвероюродным братом Карлом (1898—1946) — наследным принцем Лейнингенским, сыном князя Эмиха I цу Лейнингена (1866—1939) и принцессы Феодоры фон Гогенлоэ-Лангенбург (1866—1932) — в 1939 году стал Карлом III, VI-м Князем Лейнингенским. В этом браке родилось 7 детей:
- Эмих II (1926—1991) Князь Лейнингенский (Fürst zu Leiningen), в 1950 году взял в жёны принцессу Эйлику Ольденбургскую (1928-2016);
- Карл Владимир (1928—1990), в 1957—1968 годах был женат на принцессе Марии Луизе Болгарской (1933 г.р.);
- Кира Мелита (1930—2005), в 1963—1972 годах была замужем за принцем Андреем Югославским (1929—1990);
- Маргарита Илеана (1932—1996), с 1951 года состояла в браке с князем Фридрихом-Вильгельмом фон Гогенцоллерн-Зигмаринген (1924—2010);
- Мехтильда Александра (1936—2021) — с 1961 г. в морганатическом браке с Карлом-Антоном Баушером (род.в 1931), имели трёх сыновей;
- Фридрих Вильгельм (1938—1998);
- Петр Виктор (1942—1943).

Во время Второй мировой войны муж Марии Кирилловны, князь Карл III Лейнингенский, служил в кригсмарине, в 1945 году был взят в советский плен, где умер 2 августа 1946 года в лагере для военнопленных в Саранске (Мордовская АССР). Сама Мария Кирилловна умерла от сердечного приступа 25 октября 1951 года в Мадриде, когда находилась в гостях у своего брата великого князя Владимира Кирилловича.
Сегодня внук великой княгини Марии Кирилловны Андрей I (род. 1955), князь Лейнингенский, возглавляет Лейнингенский княжеский дом. Старший брат князя Андрея (Андреаса) — принц Карл-Эмих (претендующий после принятия православия на титул Императора Всероссийского Николая III) — был лишён главенства в Лейнингенском доме своим отцом князем Эмихом II из-за второго, морганатического брака с Габриэллой Тиссен, но не утратил титул принца Лейнингенского.
Внук Карл-Эмих, он же Николай Кириллович Лейнинген-Романов, он же Николай III, в своём первом интервью на русском языке в июне 2021 года сообщил следующие сведения, касающиеся смерти своей бабушки: «Также при невыясненных обстоятельствах в 1951 году умерла моя бабушка Великая Княгиня Мария Кирилловна. Поехав посетить своего брата в Сен-Бриак, она скоропостижно скончалась. Официально считалось, что она умерла от сердечного приступа. Однако затем, из-за ряда несоответствий, была проведена её эксгумация, которая опровергла первую версию».